# 黄巢南下福州之战
黄巢南下福州之战，唐僖宗乾符五年（878年）三月至十二月，黄巢率部南下，进击江西，转战浙西、浙东、福建，取福州的作战。
江南是唐朝的主要财赋之地，多次爆发过民变，军事力量比较薄弱、分散。878年二月王仙芝在黄梅战死后，余部仍在今江苏、安徽、湖南等地流动作战。唐朝正积极准备防备黄巢攻打东都，拼凑保卫洛阳的防线。不想黄巢避实就虚，趁唐朝招讨使曾元裕率兵离开长江防线，还卫东都之际，从宋州（治今河南省商丘市）、汴州（治今河南省开封市）挥师南下，乘虚从蕲州、黄州渡长江（一说从“舒州、江州”，另说“和州、宣州”），直插江西。
黄巢占据信州（治今江西省上饶市），又派人去吉州（治今江西省吉安市）、虔州（治今江西省赣州市）、饶州（治今江西省波阳县）等地。唐朝以高骈曾在天平军享有威名，王仙芝部属多为郓州人，遂调其为镇海节度使，旋授诸道兵马都统。高骈其将张璘、梁缵分道攻击，多次战胜变民军。在向淮甸进军中，变民军毕师铎攻天长时多日不克，及黄巢移军北甸，毕师铎归降官军，后高骈在浙西战胜变民军，靠的就是毕师铎。八月，黄巢率领变民军进攻宣州（治今安徽省宣城市），到宣歙观察使王凝所率官军的抗拒，双方战于南陵，变民军战败。为保存实力，不与强敌作战，黄巢率军继续南下浙东，攻占杭州（治今浙江省杭州市），九月，占领浙江东道治所越州（治今浙江省绍兴市），观察使崔璆投降。这时，黄巢计划从海路进入福建、然难于所需海船。十月，率领变民军将士，艰苦奋战，在仙霞岭开拓出一条长达七百里的山路，从衢州（治今浙江省衢州市）直到建州（治今福建省建瓯市），建州刺史李乾佑闻风而逃，新任刺史李彦圣也被变民军击杀。在福建，变民军还被土豪的反抗，福州人陈岩聚众数千保乡里，号称九龙军。黄巢不和他为敌，绕过其地，从浦城兵分兩路，一路取崇安、建阳、南平，另一路途经政和、福安、霞浦，扩大打击范围，两路变民军席席卷福建，十二月十三，会师攻占福州。福建观察使韦岫弃城逃走。整个福建迅速为变民军占领。黄巢南下攻取福州之战，为扩大变民军政治影响，夺取全国胜利创造了有利条件。